# Aviva London Grand Prix 2012
Aviva London Grand Prix 2012 – mityng lekkoatletyczny, który odbył się w dniach 13–14 lipca w stolicy Wielkiej Brytanii – Londynie. Zawody były ósmą odsłoną prestiżowej Diamentowej Ligi w sezonie 2012.

## Wyniki

### Mężczyźni
| Konkurencja:               | 1. miejsce                                                                               | Rezultat     | 2. miejsce                                                                      | Rezultat    | 3. miejsce                                                             | Rezultat |
| Bieg na 100 m              | Tyson Gay                                                                                | 10,03        | Ryan Bailey                                                                     | 10,09       | Nesta Carter                                                           | 10,13    |
| Bieg na 200 m              | Christophe Lemaitre                                                                      | 19,91 SB     | Churandy Martina                                                                | 19,95       | Marvin Anderson                                                        | 20,55    |
| Bieg na 400 m              | Kirani James                                                                             | 44,85        | Chris Brown                                                                     | 44,95 SB    | Tony McQuay                                                            | 45,00    |
| Bieg na 800 m              | Adam Kszczot                                                                             | 1:44,49      | Job Kinyor                                                                      | 1:44,60     | Andrew Osagie                                                          | 1:45,21  |
| Bieg na 1500 m             | Nick Willis                                                                              | 3:37,16      | Silas Kiplagat                                                                  | 3:37,20     | Caleb Ndiku                                                            | 3:37,42  |
| Bieg na 1 milę             | Silas Kiplagat                                                                           | 3:52,44 PB   | Ross Murray                                                                     | 3:52,77     | Caleb Ndiku                                                            | 3:53,15  |
| Bieg na 5000 m             | Mohamed Farah                                                                            | 13:06,04     | Collis Birmingham                                                               | 13:09,57 PB | Moses Kipsiro                                                          | 13:09,98 |
| Bieg na 110 m przez płotki | Aries Merritt                                                                            | 12,93 =WL MR | Jason Richardson                                                                | 13,06       | Ryan Wilson                                                            | 13,18 SB |
| Bieg na 400 m przez płotki | Javier Culson                                                                            | 47,78 =WL    | David Greene                                                                    | 48,10       | Angelo Taylor                                                          | 48,43 SB |
| Sztafeta 4 × 100 m         | Trynidad i Tobago · Rondel Sorrillo · Marc Burns · Emmanuel Callender · Richard Thompson | 38,23        | Holandia · Brian Mariano · Churandy Martina · Giovanni Codrington · Wouter Brus | 38,70       | Polska · Kamil Masztak · Dariusz Kuć · Robert Kubaczyk · Kamil Kryński | 38,78    |
| Skok wzwyż                 | Derek Drouin                                                                             | 2,26         | Robert Grabarz                                                                  | 2,22        | Tom Parsons                                                            | 2,22     |
| Skok o tyczce              | Björn Otto                                                                               | 5,74         | Romain Mesnil                                                                   | 5,66        | Raphael Holzdeppe                                                      | 5,66     |
| Skok w dal                 | Mitchell Watt                                                                            | 8,28 SB      | Christopher Tomlinson                                                           | 8,26 SB     | Godfrey Khotso Mokoena                                                 | 8,24     |
| Trójskok                   | Christian Taylor                                                                         | 17,41        | Leevan Sands                                                                    | 16,97       | Tosin Oke                                                              | 16,93    |
| Pchnięcie kulą             | Reese Hoffa                                                                              | 21,34        | Tomasz Majewski                                                                 | 21,28       | Dylan Armstrong                                                        | 20,46    |
| Rzut dyskiem               | Gerd Kanter                                                                              | 64,85        | Virgilijus Alekna                                                               | 63,71       | Lawrence Okoye                                                         | 63,33    |

### Kobiety
| Konkurencja:                  | 1. miejsce           | Rezultat   | 2. miejsce                | Rezultat    | 3. miejsce      | Rezultat    |
| Bieg na 100 m                 | Blessing Okagbare    | 11,01      | Carmelita Jeter           | 11,03       | Tianna Madison  | 11,13       |
| Bieg na 200 m                 | ChaRonda Williams    | 22,75      | Anneisha McLaughlin       | 22,81       | Bianca Knight   | 23,00       |
| Bieg na 400 m                 | Christine Ohuruogu   | 50,42 SB   | Amantle Montsho           | 50,56       | Rosemarie Whyte | 51,19       |
| Bieg na 800 m                 | Molly Ludlow         | 2:00,68    | Janeth Jepkosgei Busienei | 2:00,68     | Winny Chebet    | 2:00,76     |
| Bieg na 1500 m                | Maryam Yusuf Jamal   | 4:06,78    | Jennifer Simpson          | 4:07,76     | Anna Pierce     | 4:08,06     |
| Bieg na 5000 m                | Vivian Cheruiyot     | 14:48,86   | Mercy Cherono             | 14:49,26 SB | Linet Masai     | 14:53,93 SB |
| Bieg na 100 m przez płotki    | Kellie Wells         | 12,57      | Sally Pearson             | 12,59       | Virginia Powell | 13,04       |
| Bieg na 400 m przez płotki    | Perri Shakes-Drayton | 53,77 PB   | Irina Dawydowa            | 54,63       | Kaliese Spencer | 55,08       |
| Bieg na 3000 m z przeszkodami | Ancuța Bobocel       | 9:27,24 PB | Poļina Jeļizarova         | 9:28,27 NR  | Barbara Parker  | 9:29,22     |
| Skok wzwyż                    | Chaunté Howard       | 2,00       | Tia Hellebaut             | 1,97 SB     | Ruth Beitia     | 1,94        |
| Trójskok                      | Caterine Ibargüen    | 14,66      | Olha Saładucha            | 14,48       | Yamilé Aldama   | 14,37       |
| Rzut oszczepem                | Goldie Sayers        | 66,17 NR   | Barbora Špotáková         | 64,19       | Wira Rebryk     | 63,80       |

## Rekordy
Podczas mityngu ustanowiono 2 rekordy krajowe w kategorii seniorów:
| Zawodnik          | Reprezentacja   | Konkurencja                        | Rezultat |
| ----------------- | --------------- | ---------------------------------- | -------- |
| Poļina Jeļizarova | Łotwa           | bieg na 3000 metrów z przeszkodami | 9:28,27  |
| Goldie Sayers     | Wielka Brytania | rzut oszczepem                     | 66,17    |